# Elifantus d'Arles
Elifantus ( ? - ?), appelé aussi  Alefantus, Elifant, Alfant, est archevêque d'Arles (av.788 - ap.794).

## Biographie
Bien que mentionné dans les diptyques épiscopaux, Elifantus est peu connu. Il apparaît en 788 dans les actes d'un concile de Narbonne, à l'authenticité non assurée où d’après Charles-Louis Richard, il souscrivit en tant qu'évêque du premier siège. 
Il participe également au concile de Francfort en 794 où son différend avec son confrère de Vienne Ursion est évoqué. À la suite de ce concile l'archevêché d'Arles est éclaté en trois, les diocèses d'Embrun et d'Aix devenant indépendants.

### Sources et bibliographie
- Jean-Pierre Papon  - Histoire générale de Provence - Moutard, 1777 – pages 305-306 ici
- Charles-Louis Richard  - Bibliothèque sacrée, ou Dictionnaire universel historique, dogmatique, canonique, géographique et chronologique des sciences ecclésiastiques – 1827 – page 70  ici
- Joseph Hyacinthe Albanés - Gallia christiana novissima; ouvrage accessible sur Gallica ici
- Louis Duchesne – Fastes épiscopaux de l’ancienne Gaule, accessible - page 135 ici
- Jean-Maurice Rouquette (sous la direction de) - ARLES, histoire, territoires et cultures - 2008 - page 275.